# Europees kampioenschap voetbal 2012 (Groep C) Ierland - Kroatië
Dit artikel gaat over de wedstrijd in de groepsfase in groep C tussen Ierland en Kroatië die gespeeld zal worden op 10 juni 2012 tijdens het Europees kampioenschap voetbal 2012.
Het is de zesde wedstrijd van het toernooi en werd gespeeld in het Stadion Miejski in Poznań.

## Voorafgaand aan de wedstrijd
- Op de FIFA-wereldranglijst van mei 2012 stond Ierland op de 18e plaats, Kroatië op de 8e plaats.[1]
- Ierland en Kroatië speelden 7 keer eerder tegen elkaar beide landen wonnen 2 keer, er werd 3 keer gelijk gespeeld.
- In de 7 onderlinge duels scoorde beide landen 8 keer.
- Ierland en Kroatië stonden nooit eerder tegenover elkaar op een eindronde. Wel kwamen de ploegen elkaar tegen in de kwalificatie van EURO 2000. Beide wedstrijden werden door de thuisploeg gewonnen. In Dublin werd het 2-0 en in Zagreb 1-0.

## Wedstrijdgegevens

De basisopstellingen van beide landen

| Datum                | 10 juni 2012                     | 10 juni 2012                     |
| Wedstrijdnummer      | 6                                | 6                                |
| Stadion              | Stadion Miejski, Poznań          | Stadion Miejski, Poznań          |
| Toeschouwers         | 39.550                           | 39.550                           |
| Scheidsrechter       | Björn Kuipers                    | Björn Kuipers                    |
| Assistenten          | Sander van Roekel Erwin Zeinstra | Sander van Roekel Erwin Zeinstra |
| Vierde man           | Viktor Sjvetsov                  | Viktor Sjvetsov                  |
| Man van de wedstrijd | Mario Mandžukić                  | Mario Mandžukić                  |
|                      | Ierland                          | Kroatië                          |
| Doelpunten           | 1                                | 3                                |
| Gele kaarten         | 1                                | 2                                |
| Rode kaarten         | 0                                | 0                                |
| Wissels              | 3                                | 3                                |
| Schoten op doel      | 6                                | 7                                |
| Schoten naast doel   | 8                                | 5                                |
| Overtredingen        | 10                               | 20                               |
| Hoekschoppen         | 1                                | 7                                |
| Buitenspel           | 2                                | 2                                |
| Vrije trappen        | 21                               | 12                               |
| Balbezit (tijd)      | 0                                | 0                                |
| Balbezit (%)         | 45                               | 55                               |

| Ierland | 1 – 3           | Kroatië |
| Sean St Ledger (Aiden McGeady) 19' | goals (assists) | 3' Mario Mandžukić 43' Nikica Jelavić 48' Mario Mandžukić (Ivan Perišić) |
| Giovanni Trapattoni | bondscoach      | Slaven Bilić |
| Shay Given Stephen Ward Sean St Ledger Richard Dunne ( 75') John O'Shea Damien Duff Keith Andrews Glenn Whelan Aiden McGeady 54' Kevin Doyle 54' Robbie Keane 75' | opstellingen    | Stipe Pletikosa Ivan Strinić Gordon Schildenfeld Vedran Ćorluka Darijo Srna 89' Ivan Perišić Luka Modrić Ognjen Vukojević 90+2' Ivan Rakitić Mario Mandžukić 72' Nikica Jelavić |
| Jonathan Walters 54' Simon Cox 54' Shane Long 75' | wissels         | 72' Niko Kranjčar 89' Eduardo 90+2' Tomislav Dujmović |
| Keith Andrews 45+1' | gele kaarten    | 53' Luka Modrić 84' Niko Kranjčar |
| | rode kaarten    | |

## Wedstrijden
| Groepswedstrijden | | | |
| Groep A | Groep B | Groep C                                                                                               | Groep D |
| Polen - Griekenland Rusland - Tsjechië Griekenland - Tsjechië Polen - Rusland Tsjechië - Polen Griekenland - Rusland | Nederland - Denemarken Duitsland - Portugal Denemarken - Portugal Nederland - Duitsland Portugal - Nederland Denemarken - Duitsland | Spanje - Italië Ierland - Kroatië Italië - Kroatië Spanje - Ierland Kroatië - Spanje Italië - Ierland | Frankrijk - Engeland Oekraïne - Zweden Oekraïne - Frankrijk Zweden - Engeland Engeland - Oekraïne Zweden - Frankrijk |
| Kwartfinales | | | |
| Tsjechië - Portugal                                                                                                  | Duitsland - Griekenland | Spanje - Frankrijk                                                                                    | Engeland - Italië |
| Halve finales | | | |
| ‎Portugal - Spanje | ‎Portugal - Spanje | Duitsland - Italië                                                                                    | Duitsland - Italië                                                                                                   |
| Finale | | | |
| Spanje - Italië | | | |